# ماري سومرست، دوقة بوفورت (بستانية)
ماري سومرست، دوقة بوفورت (عُمدت في 16 ديسمبر 1630 - 7 يناير 1715) والمعروفة أيضًا باسمها الزوجي الآخر ماري سيمور، الليدي بوشامب واسمها قبل الزواج ماري كابيل، نبيلة إنجليزية، وبستانية، وعالمة نبات. من بين مقدماتها للبستنة البريطانية لقلقي مناطقي، وأنواع المستديمة، وزهرة الآلام الشائعة.

## نشأتها
ولدت ماري في هادهام بارفا، هيرتفوردشاير، في وقت ما قبل 16 ديسمبر 1630، وهو التاريخ الذي عُمدت فيه. كانت ابنة السير آرثر كابيل، بارون كابيل الأول في هادهام وإليزابيث موريسون.

## حياتها
في 28 يونيو 1648، تزوجت ماري من زوجها الأول هنري سيمور، اللورد بوشامب، وأنجبا ابنًا وبنتًا واحدة. كان زوجها ملكيًا، وسُجن خلال الحرب الأهلية الإنجليزية. زوجها الثاني، الذي تزوجته في 17 أغسطس 1657، كان هنري سومرست، الذي أصبح دوق بوفورت الأول، وأنجبت منه ستة أطفال.
خلال مؤامرة بوبيش، طُلب منها في غياب زوجها استدعاء الميليشيا، للتعامل مع إنذار كاذب من غزو فرنسي في جزيرة بوربيك، وفعلت ذلك «وهي في حالة من الخوف المميت». كان الغزو المفترض، مثل الكثير مما حدث (أو لم يحدث) خلال المؤامرة، مجرد نتيجة للهستيريا العامة. على الرغم من لحظة الذعر هذه، بشكل عام، حافظت على موقف منفصل وعقلاني تجاه المؤامرة، معربة عن دهشتها من أن المخبر ويليام بيدلو، الذي عرفته أنه «شرير لم تكن كلمته ذات قيمة تُذكر»، يجب أن يكون لديه الآن «القوة لإفساد أي رجل». حضرت محاكمة المحامي الكاثوليكي ريتشارد لانغورن، على الأرجح في قضية بيدلو، العدو اللدود لزوجها، ووجهت إليه تهم، وأخذت ملاحظات بالأدلة. عندما احتج بيدلو على حضورها، أشار رئيس المحكمة العليا، ويليام سكروغز، إلى أن المحاكمة كانت مفتوحة للجمهور، وسأل بانزعاج ما هي قيمة ملاحظات المرأة على أي حال: «ليس أكثر من لسانها حقًا».
لقد كانت صاحبة عمل صارمة للغاية «تثير الرعب في قلوب خدمها»: كانت تجول كل يوم في المنزل والأراضي، وأي خادم لا يكون جادًا في العمل يُفصل على الفور. حتى أصحاب الأراضي المجاورة كانوا يرهبونها ويحرصون على عدم تجاوزها.

### عالمة نبات وبستانية
لاحظت أليس كوتس أن دوقة بوفورت كانت واحدة من أوائل البستانيات المتميزات في بريطانيا. بدأت بجدية في جمع النباتات في تسعينيات القرن السابع عشر، وازداد اهتمامها بالبستنة عندما ترملت. حصلت على مساعدة من البستانيين وعلماء النبات المشهورين مثل جورج لندن وليونارد بلوكينيت، جاءت إليها البذور من جزر الهند الغربية، وجنوب أفريقيا، والهند، وسريلانكا، والصين، واليابان. في عام 1702، استعانت بخدمات وليام شيرارد كمعلم لحفيدها، «هو يحب تسليتي جيدًا». ساعدها شيرارد في إدخال أكثر من 1500 نبات، معظمها من نباتات الدفيئة، إلى مجموعتها في منزل بادمينتون أو في بيت بوفورت، تشيلسي. من المعروف أن السير روبرت ساوثويل، والسير هانز سلون، وجاكوب بوبارت طلبوا مساعدتها في زراعة وتحديد النباتات من بذور غير محددة، والتي وصل بعضها إليهم من خلال الجمعية الملكية في لندن.
كان منزلها في لندن بجوار منزل السير هانز سلون، لتصبح جارة حديقة تشيلسي الفيزيائية. جُمعت نماذج أعشابها في اثني عشر مجلدًا وجُففت بأمر من ماري دوقة بوفورت، وقد ورثتها للسير هانز سلون، الذي وصلت بوصيته إلى متحف التاريخ الطبيعي. ما تزال مختاراتها المكونة من مجلدين من رسومات إيفرارد كيكيوس من أكثر أعمالها الغريبة اختيارًا في مكتبة بادمينتون. من بين مقدماتها للبستنة البريطانية، والتي كان معظمها نباتات دفيئة، نبات اللقلقي المناطقي (أحد آباء اللقلقية المنطقية للحدائق)، وأنواع المستديمة، وزهرة الآلام الشائعة.
كما أنها معروفة بكونها واحدة من أوائل النساء المعروفات بامتلاك مجموعتها الخاصة من المداولات الفلسفية، وهي مجلة الجمعية الملكية في لندن.